# Bironida granulosa
Bironida granulosa es una especie de coleóptero de la familia Aderidae.

## Distribución geográfica
Habita en Nueva Guinea.